# Дональд Гебб
Дональд Олдінг Гебб (англ. Donald Olding Hebb) — канадський фізіолог і нейропсихолог. Відомий роботами, які призвели до розуміння значення нейронів для процесу навчання. Його також називають одним із творців теорії штучних нейронних мереж, так як він запропонував перший працюючий алгоритм навчання штучних нейронних мереж.

## Біографія
Дональд Гебб народився в містечку Честер у Новій Шотландії і був старшим з чотирьох дітей Артура і Клари (Олдінг) Гебб. Коли Дональду виповнилося 16 років, сім'я перебралася в місто Дартмут у Новій Шотландії.
Батьки Дональда були лікарями. Мати Дональда перебувала під сильним впливом ідей Марії Монтессорі і займалася його навчанням на дому до 8 років. При вступі до школи Дональд вступив у клас на три роки старший за свій вік.
В юності Дональд не мав схильності до медицини і психології, хотів стати письменником. Він вступив в Університет Далхаусі для підготовки до письменницької кар'єри. Він не був старанним студентом, і кращі оцінки мав з математики та природничих наук. У 1925 році він отримав диплом бакалавра мистецтв. Після цього Дональд став вчителем і викладав у своїй старій школі в Честері. Пізніше він займався фермерством в штаті Альберта, потім поневірявся і був робочим в штаті Квебек. Під час своїх подорожей він прочитав роботи Зігмунда Фрейда (які він називав «не надто суворими»), Вільяма Джеймса і Джона Вотсона, які наштовхнули його до думки зайнятися психологією.
У віці 23 років, він вирішив професійно зайнятися психологією і попросив Вільяма Данлопа Тайта, декана факультету психології в Університет Макгілла (згодом Гебб сам займе цю посаду) порадити йому, що робити, і отримав список книг для читання. Протягом цього року він знову заробляв учительством.
Президент Американської психологічної асоціації в 1960 році.
На честь Дональда Гебба названа премія Канадської психологічної асоціації, яка щорічно вручається за значний внесок у психологію .

## Робота

### Організація поведінки: нейропсихологична теорія (1949)
Книга «Організація поведінки: нейропсихологична теорія» вважається найважливішою у творчості Дональда Гебба.
Гебб одним з перших приступив до розробки теорії взаємозв'язку головного мозку і розумових процесів. Вчений досліджував ставлення процесів навчання з процесами, що відбуваються в структурі нейронних зв'язків мозку. На думку Гебба, в результаті частої стимуляції нервової системи формуються скоординовані нейронні структури — ансамблі клітин (cell assemblies). Ансамблі клітин розвиваються в результаті стимуляції зв'язків нейронів між собою. Ці процеси, що відбуваються в головному мозку, є біологічною основою процесу навчання. Уявна репрезентація зовнішніх подій відбивається в ієрархічній структурі різних нейронних ансамблів.

### Гебб як учитель
Практично все своє життя Гебб займався викладанням, спочатку як шкільний учитель і директор школи в Монреалі, а пізніше в університеті Макгілла. Він був успішним лектором і педагогом і зчинив величезний вплив на уми своїх учнів і студентів. За часів професорства в університеті Макгілла він вірив, що неможливо навчити мотивації, але необхідно створювати відповідні умови, необхідні для студентів, в яких вони будуть вчитися і займатися дослідженнями. Студентів можна навчити писати, допомогти вибрати хорошу наукову проблему і навіть допомогти не відволікатися від проблеми, але мотивація і бажання займатися дослідженнями і вирішувати проблему повинні виходити від самої людини. Гебб вірив, що студентів треба оцінювати по їх здатності думати і створювати щось нове, ніж за здатністю до запам'ятовування і відтворення старих ідей.
Гебб вірив у можливість об'єктивного вивчення розуму, в сенсі біологічного дослідження. Таке ставлення до психології і успішність Гебба як викладача, зробили Університет Макгілла одним з визнаних центрів психологічних досліджень.

### Сенсорна депривація, військові дослідження, тортури
Ім'я Гебба часто спливає в дискусіях про участь дослідників-психологів у допитах, що використовують техніки сенсорної депривації через його дослідження в цій області. У доповіді на симпозіумі з сенсорної депривації в червні 1958 рока у Гарварді Гебб зауважив:

Робота, яку ми провели в Університеті Макгілла, насправді почалася з задачі промивання мізків. Нам не дозволили сказати це в першій публікації… Головним поштовхом, звісно, була стурбованість тим видом «зізнань», які демонструвалися на російських комуністичних процесах. Термін «промивання мізків» з'явився дещо пізніше, стосувався китайських технологій. Ми не знали, якими були російські процедури, але, здається, вони приводили до деяких специфічних змін у ставленні. Як? Одним з можливих чинників була сенсорна депривація, і ми зосередилися на цьому.
Оригінальний текст (англ.)
The work that we have done at McGill University began, actually, with the problem of brainwashing. We were not permitted to say so in the first publishing.... The chief impetus, of course, was the dismay at the kind of “confessions” being produced at the Russian Communist trials. “Brainwashing” was a term that came a little later, applied to Chinese procedures. We did not know what the Russian procedures were, but it seemed that they were producing some peculiar changes of attitude. How?
One possible factor was perceptual isolation and we concentrated on that.

Недавні історичні дослідження показали, що роботи Гебба по сенсорній депривації фінансувалися ЦРУ (McCoy, 2007), частково були засекречені й спочатку використовувалися тільки державними агентствами США. У деяких його дослідженнях люди піддавалися багатогодинний сенсорної депривації, що за сьогоднішніми стандартами могло б розглядатися як катування, якби досліди проводилися не на добровольцях.